# Rancho Viejo (Tlacoachistlahuaca)
Rancho Viejo es una localidad del estado mexicano de Guerrero. Es parte del municipio de Tlacoachistlahuaca.

## Demografía
| Gráfica de evolución demográfica |
|                                  |

| Censo | Población |
| ----- | --------- |
| 1900  | 107       |
| 1910  | 202       |
| 1921  | 242       |
| 1930  | 161       |
| 1940  | 269       |
| 1950  | 293       |
| 1960  | 205       |
| 1970  | 219       |
| 1980  | 313       |
| 1990  | 590       |
| 2000  | 714       |
| 2010  | 1 087     |
| 2020  | 1 425     |